# 2762 Fowler
2762 Fowler este un asteroid din centura principală, descoperit pe 14 ianuarie 1981, de Edward Bowell.